# Makete (huyện)
Makete là một huyện thuộc vùng Iringa, Tanzania. Thủ phủ của huyện Makete đóng tại Iwawa. Huyện Makete có diện tích 3178 ki lô mét vuông. Đến thời điểm điều tra dân số ngày 25 tháng 8 năm 2002, huyện Makete có dân số 105775 người.